# Loiter Squad
Loiter Squad è una serie televisiva statunitense del 2012, creata dagli Odd Future.
La serie è stata trasmessa per la prima volta negli Stati Uniti su Adult Swim dal 25 marzo 2012 al 17 luglio 2014, per un totale di 31 episodi ripartiti su tre stagioni.

## Episodi
| Stagione         | Episodi | Prima TV USA | Prima TV Italia |
| ---------------- | ------- | ------------ | --------------- |
| Prima stagione   | 11      | 2012         | inedita         |
| Seconda stagione | 10      | 2013         | inedita         |
| Terza stagione   | 10      | 2014         | inedita         |

## Personaggi e interpreti
- Tyler, the Creator, interpretato da Tyler, the Creator.
- Jasper Dolphin, interpretato da Jasper Dolphin.
- Taco Bennett, interpretato da Taco Bennett.
- Lionel Boyce, interpretato da Lionel Boyce.
- Earl Sweatshirt, interpretato da Earl Sweatshirt.